# San José Sivalchen
San José Sivalchen är en ort i Mexiko.   Den ligger i kommunen Salto de Agua och delstaten Chiapas, i den sydöstra delen av landet, 800 km öster om huvudstaden Mexico City. San José Sivalchen ligger 62 meter över havet och antalet invånare är 127.
Terrängen runt San José Sivalchen är varierad. Runt San José Sivalchen är det ganska glesbefolkat, med 42 invånare per kvadratkilometer. Närmaste större samhälle är Salto de Agua, 19,3 km nordväst om San José Sivalchen. Trakten runt San José Sivalchen består till största delen av jordbruksmark.